# جيك شيريدان
جيك شيريدان (بالإنجليزية: Jake Sheridan)‏ (8 يوليو 1986 بنوتنغهام في المملكة المتحدة - ) هو لاعب كرة قدم بريطاني في مركز الوسط. لعب مع نوتس كاونتي وEastwood Town F.C. ‏ وAlfreton Town F.C. ‏ ولينكولن سيتي أف سي ونادي تاموورث وDunkirk F.C. ‏ ونادي بوسطن يونايتد.

## وصلات خارجية
- جيك شيريدان على موقع قاعدة بيانات كرة القدم.إي يو (الإنجليزية)
- جيك شيريدان على موقع Soccerbase.com (لاعب) (الإنجليزية)